# Гиталеле
Гиталеле, гитарлеле, гилеле, kīkū — гибрид классической гитары и укулеле. 

## Конструкция
Инструмент объединяет в себе компактность укулеле, повторяя его размеры тенора или баритона, имея при этом шестиструнную конфигурацию, что позволяет настраивать инструмент как гитару, и использовать гитарную технику постановки аккордов.
Инструмент может иметь встроенный микрофон, что позволяет подключать гиталеле к усилителю. Гиталеле иногда преподносится как инструмент путешественников и как гитара для маленьких детей. В целом можно сказать, что гиталеле — современная версия маленькой акустической гитары квинт.

## Строй
Чаще всего, гиталеле настраивают в повышенном гитарном строе «ADGCEA», как если бы вы играли на обычной гитаре с каподастром на пятом ладу. Точно так же настраивались гитары реквинто, но они большего размера. Кроме того, в этом же строе настраивались гитары Гитаррон, только на октаву ниже.
Аппликатура аккордов укулеле со сдвоенными струнами похожа на классическую аппликатуру для укулеле.
Аппликатура аккордов гиталеле в целом сильно похожа на гитарную.

## Производители
Существуют несколько заводов-изготовителей гиталеле. В их числе Yamaha с их моделью GL-1, Cordoba Guilele, Cordoba Mini, шестиструнная укулеле тенор Koaloha’s D-VI, гиталеле Mele’s, гитарлеле Kanilea GL6, шестиструнная укулеле баритон компании Luna, гиталеле Lichty Kīkū, Kinnard Kīkū, а также гитара-укулеле от Gretch.
Некоторые производители (в том числе Luna) используют термин «6-струнная укулеле» вместо гиталеле, из-за чего можно перепутать шестиструнные укулеле и укулеле со сдвоенными струнами. Укулеле со сдвоенными струнами имеют четыре струны в стандартном для укулеле строе, но вторая и четвёртая струны являются сдвоенными, подобно струнам двенадцатиструнной гитары.

## Терминология
Термин Гиталеле — новое название для старой идеи небольшой гитары, возможно имеющей отношение к некоторым типам струнных инструментов, найденных при исследовании традиционной англосаксонской музыки, а возможно просто коммерческий ход. Однако, известны сходные с гиталеле инструменты, имеющие тот же строй, форму и размер, найденные в Испании, Португалии и Латинской Америке. Например, инструмент «Guitarrico Aragonés» из Испании, или «Requinto Carranguero» из Колумбии.
Основываясь на этих находках, некоторые люди считают, что более правильным было бы отнести гиталеле к гитарам Requinto (англ.).